# Troisième circonscription des Pyrénées-Atlantiques
La troisième circonscription des Pyrénées-Atlantiques est l'une des six circonscriptions législatives françaises que compte le département des Pyrénées-Atlantiques (64) situé en région Nouvelle-Aquitaine.

## Description géographique et démographique

### De 1958 à 1986
Le département avait quatre circonscriptions.
La troisième circonscription des Pyrénées-Atlantiques était composée de :
- canton de Bidache
- canton d'Espelette
- canton d'Hasparren
- canton d'Iholdy
- canton de Labastide-Clairence
- canton de Mauléon-Licharre
- canton de Saint-Étienne-de-Baïgorry
- canton de Saint-Jean-Pied-de-Port
- canton de Saint-Palais
- canton de Tardets-Sorholus

Source : Journal Officiel du 14-15 Octobre 1958.

### Depuis 1988
La troisième circonscription des Pyrénées-Atlantiques est délimitée par le découpage électoral de la loi no 86-1197 du 24 novembre 1986
, elle regroupe les divisions administratives suivantes : 
- canton d'Arthez-de-Béarn,
- canton d'Arzacq-Arraziguet,
- canton de Garlin,
- canton de Jurançon,
- canton de Lagor,
- canton de Lasseube,
- canton de Lembeye,
- canton de Monein,
- canton d'Orthez ,
- canton de Salies-de-Béarn,
- canton de Thèze.

D'après le recensement général de la population en 1999, réalisé par l'Institut national de la statistique et des études économiques (INSEE), la population totale de cette circonscription est estimée à 99115 habitants,.

## Historique des députations
| Législature | Début de mandat   | Fin de mandat     | Député            | Parti politique | Observations |
| ----------- | ----------------- | ----------------- | ----------------- | --------------- | --- |
| Ire         | 9 décembre 1958   | 9 octobre 1962    | Alexandre Camino  | UNR             | Mandat écourté à la suite d'une dissolution parlementaire décidée par Charles de Gaulle.                                                                       |
| IIe         | 6 décembre 1962   | 2 avril 1967      | Michel Labéguerie | CD              | |
| IIIe        | 3 avril 1967      | 30 mai 1968       | Michel Inchauspé  | UD-VeR          | Mandat écourté à la suite d'une dissolution parlementaire décidée par Charles de Gaulle.                                                                       |
| IVe         | 11 juillet 1968   | 12 août 1968      | Michel Inchauspé  | UDR             | Remplacé à partir du 12 août 1968 par Franz Duboscq (UDR) à la suite de sa nomination au gouvernement.                                                         |
| IVe         | 12 août 1968      | 1er avril 1973    | Franz Duboscq     | UDR             | Remplacé à partir du 12 août 1968 par Franz Duboscq (UDR) à la suite de sa nomination au gouvernement.                                                         |
| Ve          | 2 avril 1973      | 2 avril 1978      | Michel Inchauspé  | UDR             | |
| VIe         | 3 avril 1978      | 22 mai 1981       | Michel Inchauspé  | RPR             | Mandat écourté à la suite d'une dissolution parlementaire décidée par François Mitterrand.                                                                     |
| VIIe        | 2 juillet 1981    | 1er avril 1986    | Michel Inchauspé  | RPR             | |
| VIIIe       | 2 avril 1986      | 14 mai 1988       | Aucun             | Aucun           | Proportionnelle par département, pas de député par circonscription. Mandat écourté à la suite d'une dissolution parlementaire décidée par François Mitterrand. |
| IXe         | 23 juin 1988      | 1er avril 1993    | André Labarrère,  | PS,             | |
| Xe          | 2 avril 1993      | 21 avril 1997     | André Labarrère,  | PS,             | Mandat écourté à la suite d'une dissolution parlementaire décidée par Jacques Chirac.                                                                          |
| XIe         | 12 juin 1997      | 23 septembre 2001 | André Labarrère,  | PS,             | Siège vacant à compter du 23 septembre 2001 à la suite de son élection au Sénat                                                                                |
| XIe         | 23 septembre 2001 | 18 juin 2002      | Vacant,           | Vacant,         | Siège vacant à compter du 23 septembre 2001 à la suite de son élection au Sénat                                                                                |
| XIIe        | 19 juin 2002      | 19 juin 2007      | David Habib,      | PS,             | |
| XIIIe       | 20 juin 2007      | 19 juin 2012      | David Habib,      | PS,             | |
| XIVe        | 20 juin 2012      | 20 juin 2017      | David Habib       | PS              | |
| XVe         | 21 juin 2017      | 21 juin 2022      | David Habib       | PS              | |
| XVIe        | 22 juin 2022      | 9 juin 2024       | David Habib       | La Convention   | Mandat écourté à la suite d'une dissolution parlementaire décidée par Emmanuel Macron.                                                                         |
| XVIIe       | 8 juillet 2024    | En cours          | David Habib       | La Convention   | |

## Historique des élections

### Élections de 1958
| Candidat       | Candidat              | Parti          | Premier tour | Premier tour | Second tour | Second tour |  |
| Candidat       | Candidat              | Parti          | Voix         | %            | Voix        | %           |  |
| -------------- | --------------------- | -------------- | ------------ | ------------ | ----------- | ----------- |  |
|                | Alexandre Camino élu  | UNR            | 18 670       | 46,6         | 21 031      | 53,09       |  |
|                | Jean Errecart         | MRP            | 15 808       | 39,46        | 18 583      | 46,91       |  |
|                | Pierre Etchandy       | SFIO           | 4 232        | 10,56        | Retrait     | Retrait     |  |
|                | Jean-Baptiste Lanusse | PCF            | 1 353        | 3,38         |             |             |  |
|                |                       |                |              |              |             |             |  |
| Inscrits       | Inscrits              | Inscrits       | 49 710       | 100,00       | 49 718      | 100,00      |  |
| Abstentions    | Abstentions           | Abstentions    | 9 164        | 18,43        | 9 097       | 18,3        |  |
| Votants        | Votants               | Votants        | 40 546       | 81,57        | 40 621      | 81,7        |  |
| Blancs et nuls | Blancs et nuls        | Blancs et nuls | 483          | 1,19         | 1 007       | 2,48        |  |
| Exprimés       | Exprimés              | Exprimés       | 40 063       | 98,81        | 39 614      | 97,52       |  |

Le suppléant d'Alexandre Camino était René Elissabide, industriel, conseiller général du canton de Mauléon-Licharre.

### Élections de 1962
|                | Michel Labéguerie élu    | MRP            | 18 649 | 57,3   |  |  |  |
|                | Alexandre Camino sortant | CNIP           | 8 274  | 25,42  |  |  |  |
|                | Pierre Etchandy          | SFIO           | 4 279  | 13,15  |  |  |  |
|                | Albert Pehau             | PCF            | 1 343  | 4,13   |  |  |  |
|                |                          |                |        |        |  |  |  |
| Inscrits       | Inscrits                 | Inscrits       | 49 543 | 100,00 |  |  |  |
| Abstentions    | Abstentions              | Abstentions    | 13 938 | 28,13  |  |  |  |
| Votants        | Votants                  | Votants        | 35 605 | 71,87  |  |  |  |
| Blancs et nuls | Blancs et nuls           | Blancs et nuls | 3 060  | 8,59   |  |  |  |
| Exprimés       | Exprimés                 | Exprimés       | 32 545 | 91,41  |  |  |  |

Le suppléant de Michel Labéguerie était René Ospital, conseiller général du canton de La Bastide-Clairence, maire d'Ayherre.

### Élections de 1967
| Candidat       | Candidat                  | Parti          | Premier tour | Premier tour | Second tour | Second tour |  |
| Candidat       | Candidat                  | Parti          | Voix         | %            | Voix        | %           |  |
| -------------- | ------------------------- | -------------- | ------------ | ------------ | ----------- | ----------- |  |
|                | Michel Inchauspé élu      | UD-Ve          | 19 385       | 48,8         | 21 914      | 56,31       |  |
|                | Michel Labéguerie sortant | CD (PDM)       | 13 626       | 34,31        | 17 004      | 43,69       |  |
|                | Pierre Etchandy           | FGDS (SFIO)    | 3 432        | 8,64         |             |             |  |
|                | Christiane Etchalus       | Régionaliste   | 1 879        | 4,73         |             |             |  |
|                | Antoine Blasquiz          | PCF            | 1 398        | 3,52         |             |             |  |
|                |                           |                |              |              |             |             |  |
| Inscrits       | Inscrits                  | Inscrits       | 48 124       | 100,00       | 48 114      | 100,00      |  |
| Abstentions    | Abstentions               | Abstentions    | 7 910        | 16,44        | 8 236       | 17,12       |  |
| Votants        | Votants                   | Votants        | 40 214       | 83,56        | 39 878      | 82,88       |  |
| Blancs et nuls | Blancs et nuls            | Blancs et nuls | 494          | 1,23         | 960         | 2,41        |  |
| Exprimés       | Exprimés                  | Exprimés       | 39 720       | 98,77        | 38 918      | 97,59       |  |

Le suppléant de Michel Inchauspé était Franz Duboscq, maire d'Aroue.

### Élections de 1968
|                | Michel Inchauspé sortant réélu | UDR (URP)      | 20 789 | 54,1   |  |  |  |
|                | Michel Labéguerie              | CD (PDM)       | 13 365 | 34,78  |  |  |  |
|                | Pierre Chatard                 | PSU            | 2 013  | 5,24   |  |  |  |
|                | Antoine Blasquiz               | PCF            | 1 539  | 4,01   |  |  |  |
|                | Michel Burucoa                 | Régionaliste   | 719    | 1,87   |  |  |  |
|                |                                |                |        |        |  |  |  |
| Inscrits       | Inscrits                       | Inscrits       | 48 097 | 100,00 |  |  |  |
| Abstentions    | Abstentions                    | Abstentions    | 9 297  | 19,33  |  |  |  |
| Votants        | Votants                        | Votants        | 38 800 | 80,67  |  |  |  |
| Blancs et nuls | Blancs et nuls                 | Blancs et nuls | 375    | 0,97   |  |  |  |
| Exprimés       | Exprimés                       | Exprimés       | 38 425 | 99,03  |  |  |  |

Le suppléant de Michel Inchauspé était Franz Duboscq. Franz Duboscq remplaça Michel Inchauspé, nommé membre du gouvernement, du 13 août 1968 au 1er avril 1973.

### Élections de 1973
| Candidat       | Candidat                       | Parti          | Premier tour | Premier tour | Second tour | Second tour |  |
| Candidat       | Candidat                       | Parti          | Voix         | %            | Voix        | %           |  |
| -------------- | ------------------------------ | -------------- | ------------ | ------------ | ----------- | ----------- |  |
|                | Michel Inchauspé sortant réélu | UDR (URP)      | 19 600       | 49,14        | 25 816      | 69,84       |  |
|                | Michel Labéguerie              | CD (MR)        | 12 399       | 31,09        | Retrait     | Retrait     |  |
|                | Jean Lougarot                  | PS (UGSD)      | 5 990        | 15,02        | 11 150      | 30,16       |  |
|                | Antoine Blasquiz               | PCF            | 1 893        | 4,75         |             |             |  |
|                |                                |                |              |              |             |             |  |
| Inscrits       | Inscrits                       | Inscrits       | 48 793       | 100,00       | 48 776      | 100,00      |  |
| Abstentions    | Abstentions                    | Abstentions    | 8 318        | 17,05        | 9 791       | 20,07       |  |
| Votants        | Votants                        | Votants        | 40 475       | 82,95        | 38 985      | 79,93       |  |
| Blancs et nuls | Blancs et nuls                 | Blancs et nuls | 593          | 1,47         | 2 019       | 5,18        |  |
| Exprimés       | Exprimés                       | Exprimés       | 39 882       | 98,53        | 36 966      | 94,82       |  |

Le suppléant de Michel Inchauspé était Louis-Michel Vignau, commerçant, maire adjoint de Mauléon.

### Élections de 1978
| Candidat       | Candidat                       | Parti          | Premier tour | Premier tour | Second tour | Second tour |  |
| Candidat       | Candidat                       | Parti          | Voix         | %            | Voix        | %           |  |
| -------------- | ------------------------------ | -------------- | ------------ | ------------ | ----------- | ----------- |  |
|                | Michel Inchauspé sortant réélu | RPR            | 21 593       | 48,34        | 30 001      | 68,99       |  |
|                | Pierre Létamendia              | UDF (CDS)      | 9 220        | 20,64        | Retrait     | Retrait     |  |
|                | François Maïtia                | PS             | 7 896        | 17,68        | 13 486      | 31,01       |  |
|                | Louis Labadot                  | PCF            | 3 170        | 7,1          |             |             |  |
|                | Frédéric-Baptiste Larçabal     | Régionaliste   | 2 130        | 4,77         |             |             |  |
|                | Nelly Malaty                   | LO             | 662          | 1,48         |             |             |  |
|                |                                |                |              |              |             |             |  |
| Inscrits       | Inscrits                       | Inscrits       | 53 778       | 100,00       | 53 763      | 100,00      |  |
| Abstentions    | Abstentions                    | Abstentions    | 8 400        | 15,62        | 9 092       | 16,91       |  |
| Votants        | Votants                        | Votants        | 45 378       | 84,38        | 44 671      | 83,09       |  |
| Blancs et nuls | Blancs et nuls                 | Blancs et nuls | 707          | 1,56         | 1 184       | 2,65        |  |
| Exprimés       | Exprimés                       | Exprimés       | 44 671       | 98,44        | 43 487      | 97,35       |  |

Le suppléant de Michel Inchauspé était Louis-Michel Vignau.

### Élections de 1981
|                | Michel Inchauspé sortant réélu | RPR (UNM)      | 24 380 | 62,66  |  |  |  |
|                | François Maïtia                | PS             | 12 593 | 32,37  |  |  |  |
|                | Louis Labadot                  | PCF            | 1 934  | 4,97   |  |  |  |
|                |                                |                |        |        |  |  |  |
| Inscrits       | Inscrits                       | Inscrits       | 54 535 | 100,00 |  |  |  |
| Abstentions    | Abstentions                    | Abstentions    | 14 637 | 26,84  |  |  |  |
| Votants        | Votants                        | Votants        | 39 898 | 73,16  |  |  |  |
| Blancs et nuls | Blancs et nuls                 | Blancs et nuls | 991    | 2,48   |  |  |  |
| Exprimés       | Exprimés                       | Exprimés       | 38 907 | 97,52  |  |  |  |

Le suppléant de Michel Inchauspé était Louis-Michel Vignau.

### Élections de 1988
| Candidat       | Candidat                      | Parti          | Premier tour | Premier tour | Second tour | Second tour |  |
| Candidat       | Candidat                      | Parti          | Voix         | %            | Voix        | %           |  |
| -------------- | ----------------------------- | -------------- | ------------ | ------------ | ----------- | ----------- |  |
|                | André Labarrère sortant réélu | PS             | 25 164       | 48,58        | 31 638      | 57,02       |  |
|                | Léon Costedoat                | UDF (AD) (URC) | 16 529       | 31,91        | 23 848      | 42,98       |  |
|                | André Cazetien                | PCF            | 3 834        | 7,4          |             |             |  |
|                | Jean Jegun                    | FN             | 3 628        | 7            |             |             |  |
|                | Jean-Yves Teulé               | Divers droite  | 2 648        | 5,11         |             |             |  |
|                |                               |                |              |              |             |             |  |
| Inscrits       | Inscrits                      | Inscrits       | 74 825       | 100,00       | 74 707      | 100,00      |  |
| Abstentions    | Abstentions                   | Abstentions    | 21 875       | 29,23        | 17 901      | 23,96       |  |
| Votants        | Votants                       | Votants        | 52 950       | 70,77        | 56 806      | 76,04       |  |
| Blancs et nuls | Blancs et nuls                | Blancs et nuls | 1 147        | 2,17         | 1 320       | 2,32        |  |
| Exprimés       | Exprimés                      | Exprimés       | 51 803       | 97,83        | 55 486      | 97,68       |  |

Le suppléant d'André Labarrère était David Habib, directeur d'entreprise.

### Élections de 1993
| Candidat       | Candidat                      | Parti          | Premier tour | Premier tour | Second tour | Second tour |  |
| Candidat       | Candidat                      | Parti          | Voix         | %            | Voix        | %           |  |
| -------------- | ----------------------------- | -------------- | ------------ | ------------ | ----------- | ----------- |  |
|                | Lucien Basse-Cathalinat       | CNIP (UPF)     | 19 969       | 38,86        | 26 850      | 48,76       |  |
|                | André Labarrère sortant réélu | PS (ADFP)      | 19 023       | 37,02        | 28 218      | 51,24       |  |
|                | Alexis Arette-Hourquet        | FN             | 4 507        | 8,77         |             |             |  |
|                | André Cazetien                | PCF            | 3 641        | 7,08         |             |             |  |
|                | Jean-Michel De Proyart        | GÉ (EÉ)        | 2 760        | 5,37         |             |             |  |
|                | Monique Dietz                 | LT-LNÉ         | 1 300        | 2,53         |             |             |  |
|                | Marie-Claude Kientz           | PLN            | 192          | 0,37         |             |             |  |
|                |                               |                |              |              |             |             |  |
| Inscrits       | Inscrits                      | Inscrits       | 75 674       | 100,00       | 75 670      | 100,00      |  |
| Abstentions    | Abstentions                   | Abstentions    | 20 794       | 27,48        | 17 407      | 23          |  |
| Votants        | Votants                       | Votants        | 54 880       | 72,52        | 58 263      | 77          |  |
| Blancs et nuls | Blancs et nuls                | Blancs et nuls | 3 488        | 6,36         | 3 195       | 5,48        |  |
| Exprimés       | Exprimés                      | Exprimés       | 51 392       | 93,64        | 55 068      | 94,52       |  |

Le suppléant d'André Labarrère était David Habib.

### Élections de 1997
| Candidat       | Candidat                      | Parti          | Premier tour | Premier tour | Second tour | Second tour |  |
| Candidat       | Candidat                      | Parti          | Voix         | %            | Voix        | %           |  |
| -------------- | ----------------------------- | -------------- | ------------ | ------------ | ----------- | ----------- |  |
|                | André Labarrère sortant réélu | PS             | 21 760       | 42,87        | 31 405      | 59,25       |  |
|                | Lucien Basse-Cathalinat       | RPR            | 15 093       | 29,74        | 21 596      | 40,75       |  |
|                | Alexis Arette-Hourquet        | FN             | 4 835        | 9,53         |             |             |  |
|                | Marcelle Estoueigt            | PCF            | 3 656        | 7,2          |             |             |  |
|                | Marcel Mignot                 | LDI (MPF)      | 1 146        | 2,26         |             |             |  |
|                | Jean-Michel de Praoyart       | Divers         | 1 142        | 2,25         |             |             |  |
|                | Philippe Dubois               | Divers gauche  | 1 088        | 2,14         |             |             |  |
|                | Marie-Pierre Mauhourat        | MÉI            | 1 053        | 2,07         |             |             |  |
|                | Thérèse Ribette               | US4J           | 983          | 1,94         |             |             |  |
|                |                               |                |              |              |             |             |  |
| Inscrits       | Inscrits                      | Inscrits       | 74 291       | 100,00       | 74 283      | 100,00      |  |
| Abstentions    | Abstentions                   | Abstentions    | 20 620       | 27,76        | 17 808      | 23,97       |  |
| Votants        | Votants                       | Votants        | 53 671       | 72,24        | 56 475      | 76,03       |  |
| Blancs et nuls | Blancs et nuls                | Blancs et nuls | 2 915        | 5,43         | 3 474       | 6,15        |  |
| Exprimés       | Exprimés                      | Exprimés       | 50 756       | 94,57        | 53 001      | 93,85       |  |

Le suppléant d'André Labarrère était David Habib, maire de Mourenx, conseiller général du canton de Lagor.

### Élections de 2002
| Candidat       | Candidat                | Parti          | Premier tour | Premier tour | Second tour | Second tour |  |
| Candidat       | Candidat                | Parti          | Voix         | %            | Voix        | %           |  |
| -------------- | ----------------------- | -------------- | ------------ | ------------ | ----------- | ----------- |  |
|                | David Habib élu         | PS             | 20 314       | 38,15        | 27 488      | 53,27       |  |
|                | Lucien Basse-Cathalinat | UMP            | 15 171       | 28,49        | 24 114      | 46,73       |  |
|                | Michel Bernos           | UDF            | 5 359        | 10,06        |             |             |  |
|                | Jean Buessard           | FN             | 3 322        | 6,24         |             |             |  |
|                | Nicole Badetz           | CPNT           | 2 008        | 3,77         |             |             |  |
|                | René Lassalle           | Les Verts      | 2 002        | 3,76         |             |             |  |
|                | Marcelle Estoueigt      | PCF            | 1 571        | 2,95         |             |             |  |
|                | Sylvie Bacqué           | LCR            | 968          | 1,82         |             |             |  |
|                | Joëlle Coste            | Divers         | 905          | 1,7          |             |             |  |
|                | Sylvie de Sury          | MPF            | 455          | 0,85         |             |             |  |
|                | Christian Marty         | LO             | 391          | 0,73         |             |             |  |
|                | Claude Bègue            | MNR            | 345          | 0,65         |             |             |  |
|                | Xavier Piolle           | ND             | 227          | 0,43         |             |             |  |
|                | Véronique Dentel        | SÉGA           | 211          | 0,4          |             |             |  |
|                |                         |                |              |              |             |             |  |
| Inscrits       | Inscrits                | Inscrits       | 76 708       | 100,00       | 76 692      | 100,00      |  |
| Abstentions    | Abstentions             | Abstentions    | 22 081       | 28,79        | 22 734      | 29,64       |  |
| Votants        | Votants                 | Votants        | 54 627       | 71,21        | 53 958      | 70,36       |  |
| Blancs et nuls | Blancs et nuls          | Blancs et nuls | 1 378        | 2,52         | 2 356       | 4,37        |  |
| Exprimés       | Exprimés                | Exprimés       | 53 249       | 97,48        | 51 602      | 95,63       |  |

La suppléante de David Habib était Sylvie Salabert, enseignante, de Coslédaà-Lube-Boast.

### Élections de 2007
| Candidat       | Candidat                  | Parti          | Premier tour | Premier tour | Second tour | Second tour |  |
| Candidat       | Candidat                  | Parti          | Voix         | %            | Voix        | %           |  |
| -------------- | ------------------------- | -------------- | ------------ | ------------ | ----------- | ----------- |  |
|                | David Habib sortant réélu | PS             | 23 804       | 44,56        | 32 457      | 62,5        |  |
|                | Laurence Sailliet         | UMP            | 14 714       | 27,55        | 19 471      | 37,5        |  |
|                | Chantal Petriat           | UDF–MoDem      | 7 874        | 14,74        |             |             |  |
|                | Hervé Cabannes            | PCF            | 1 303        | 2,44         |             |             |  |
|                | Jean Buessard             | FN             | 1 256        | 2,35         |             |             |  |
|                | Alain Mallet              | Les Verts      | 1 196        | 2,24         |             |             |  |
|                | Jean-Marie Soubies        | CPNT           | 1 072        | 2,01         |             |             |  |
|                | Marianne Ligou            | LCR            | 986          | 1,85         |             |             |  |
|                | Philippe Gastambide       | MHAN           | 467          | 0,87         |             |             |  |
|                | Régine Pointet            | Divers         | 455          | 0,85         |             |             |  |
|                | Christian Marty           | LO             | 289          | 0,54         |             |             |  |
|                |                           |                |              |              |             |             |  |
| Inscrits       | Inscrits                  | Inscrits       | 80 189       | 100,00       | 80 211      | 100,00      |  |
| Abstentions    | Abstentions               | Abstentions    | 25 795       | 32,17        | 26 306      | 32,8        |  |
| Votants        | Votants                   | Votants        | 54 394       | 67,83        | 53 905      | 67,2        |  |
| Blancs et nuls | Blancs et nuls            | Blancs et nuls | 978          | 1,8          | 1 977       | 3,67        |  |
| Exprimés       | Exprimés                  | Exprimés       | 53 416       | 98,2         | 51 928      | 96,33       |  |

### Élections de 2012
|                | David Habib sortant réélu | PS             | 28 419 | 56,31  |  |  |  |
|                | Béatrice Yrondi           | UMP            | 9 012  | 17,86  |  |  |  |
|                | Pascal Dussart            | RBM (FN)       | 4 957  | 9,82   |  |  |  |
|                | Claudine Bonhomme         | FG (PCF)       | 2 589  | 5,13   |  |  |  |
|                | Sophie Bonnabaud          | CpF (MoDem)    | 2 171  | 4,30   |  |  |  |
|                | David Grosclaude          | PO (EÉLV)      | 1 551  | 3,07   |  |  |  |
|                | Stéphane Cômes            | MÉI            | 524    | 1,04   |  |  |  |
|                | Jacques Naya              | CNIP           | 413    | 0,82   |  |  |  |
|                | Laurence Espinosa         | NPA            | 279    | 0,55   |  |  |  |
|                | Maria Loire               | AÉI            | 232    | 0,46   |  |  |  |
|                | Christian Marty           | LO             | 180    | 0,36   |  |  |  |
|                | Pascal Mercher            | POI            | 141    | 0,28   |  |  |  |
|                |                           |                |        |        |  |  |  |
| Inscrits       | Inscrits                  | Inscrits       | 81 929 | 100,00 |  |  |  |
| Abstentions    | Abstentions               | Abstentions    | 30 343 | 37,04  |  |  |  |
| Votants        | Votants                   | Votants        | 51 586 | 62,96  |  |  |  |
| Blancs et nuls | Blancs et nuls            | Blancs et nuls | 1 118  | 2,17   |  |  |  |
| Exprimés       | Exprimés                  | Exprimés       | 50 468 | 97,83  |  |  |  |

### Élections de 2017
|                                                                                        |                                                                                                   |                           |                           |                          |                          |
|                                                                                        |                                                                                                   | Premier tour 11 juin 2017 | Premier tour 11 juin 2017 | Second tour 18 juin 2017 | Second tour 18 juin 2017 |
|                                                                                        |                                                                                                   |                           |                           |                          |                          |
|                                                                                        |                                                                                                   | Nombre                    | % des inscrits            | Nombre                   | % des inscrits           |
| Inscrits                                                                               | Inscrits                                                                                          | 82 751                    | 100,00                    | 82 747                   | 100,00                   |
| Abstentions                                                                            | Abstentions                                                                                       | 35 688                    | 43,13                     | 38 958                   | 47,08                    |
| Votants                                                                                | Votants                                                                                           | 47 063                    | 56,87                     | 43 789                   | 52,92                    |
|                                                                                        |                                                                                                   |                           | % des votants             |                          | % des votants            |
| Bulletins blancs                                                                       | Bulletins blancs                                                                                  | 864                       | 1,84                      | 2 827                    | 6,46                     |
| Bulletins nuls                                                                         | Bulletins nuls                                                                                    | 390                       | 0,83                      | 1 512                    | 3,45                     |
| Suffrages exprimés                                                                     | Suffrages exprimés                                                                                | 45 809                    | 97,34                     | 39 450                   | 90,09                    |
|                                                                                        |                                                                                                   |                           |                           |                          |                          |
| Candidat Étiquette politique (partis et alliances)                                     | Candidat Étiquette politique (partis et alliances)                                                | Voix                      | % des exprimés            | Voix                     | % des exprimés           |
|                                                                                        |                                                                                                   |                           |                           |                          |                          |
|                                                                                        | Michel Bernos La République en marche                                                             | 13 647                    | 29,79                     | 18 164                   | 46,04                    |
|                                                                                        | David Habib (député sortant) Parti socialiste                                                     | 11 644                    | 25,42                     | 21 286                   | 53,96                    |
|                                                                                        | Éric Lytwyn La France insoumise                                                                   | 5 020                     | 10,96                     |                          |                          |
|                                                                                        | Lucinda Carvalho Front national                                                                   | 4 031                     | 8,80                      |                          |                          |
|                                                                                        | Bernard Dupont Union des démocrates et indépendants                                               | 4 008                     | 8,75                      |                          |                          |
|                                                                                        | Pierre Saulnier Les Républicains                                                                  | 3 234                     | 7,06                      |                          |                          |
|                                                                                        | Isabelle Larrouy Parti communiste français (Europe Écologie Les Verts - République et socialisme) | 1 348                     | 2,94                      |                          |                          |
|                                                                                        | David Grosclaude Régionaliste (Partit occitan)                                                    | 736                       | 1,61                      |                          |                          |
|                                                                                        | Édith Peyré Écologiste                                                                            | 708                       | 1,55                      |                          |                          |
|                                                                                        | Frédéric Pédedaut Divers gauche (Nouvelle Donne)                                                  | 429                       | 0,94                      |                          |                          |
|                                                                                        | Éric Delteil Extrême gauche (Parti ouvrier indépendant démocratique)                              | 273                       | 0,60                      |                          |                          |
|                                                                                        | Éric Petetin Écologiste                                                                           | 256                       | 0,56                      |                          |                          |
|                                                                                        | Catherine Le Carrer Divers (Union populaire républicaine)                                         | 238                       | 0,52                      |                          |                          |
|                                                                                        | Christian Marty Lutte ouvrière                                                                    | 237                       | 0,52                      |                          |                          |
| Source : Ministère de l'Intérieur - Troisième circonscription des Pyrénées-Atlantiques |                                                                                                   |                           |                           |                          |                          |

### Élections de 2022
| Résultats des élections législatives des 12 et 19 juin 2022 de la 3e circonscription des Pyrénées-Atlantiques |                          |                          |                          |              |              |             |             |
| Candidat | Candidat                 | Parti et coalition       | Nuance                   | Premier tour | Premier tour | Second tour | Second tour |
| Candidat | Candidat                 | Parti et coalition       | Nuance                   | Voix         | %            | Voix        | %           |
| | David Habib              | PS diss.                 | DVG                      | 16 345       | 36,61        | 26 414      | 66,55       |
| | Jean-François Baby       | LFI (NUPES)              | NUP                      | 9 211        | 20,63        | 13 227      | 33,45       |
| | Fabienne Costedoat-Diu   | LR (UDC)                 | LR                       | 7 342        | 16,45        |             |             |
| | Nicolas Cresson          | RN                       | RN                       | 6 847        | 15,34        |             |             |
| | Romane Albanel           | REC                      | REC                      | 1 497        | 3,35         |             |             |
| | Edith Peyré              | MHAN                     | ECO                      | 1 181        | 2,65         |             |             |
| | Françoise Le Roux        | DLF (UPF)                | DSV                      | 618          | 1,38         |             |             |
| | Karine Bordenave         | PO (R&PS)                | REG                      | 587          | 1,31         |             |             |
| | Eric Delteil             | POID                     | DXG                      | 342          | 0,77         |             |             |
| | Antoine Missier          | LO                       | DXG                      | 234          | 0,52         |             |             |
| | Christelle Charlot       | PA                       | ECO                      | 231          | 0,52         |             |             |
| | Eva Pernet               | SE                       | DIV                      | 207          | 0,46         |             |             |
| Votes valides                                                                                                 | Votes valides            | Votes valides            | Votes valides            | 44 642       | 97,38        | 39 691      | 91,33       |
| Votes blancs                                                                                                  | Votes blancs             | Votes blancs             | Votes blancs             | 864          | 1,88         | 2 565       | 5,90        |
| Votes nuls | Votes nuls               | Votes nuls               | Votes nuls               | 335          | 0,73         | 1 201       | 2,76        |
| Total | Total                    | Total                    | Total                    | 45 841       | 100          | 43 457      | 100         |
| Abstention | Abstention               | Abstention               | Abstention               | 38 237       | 45,48        | 40 610      | 48,31       |
| Inscrits / participation                                                                                      | Inscrits / participation | Inscrits / participation | Inscrits / participation | 84 078       | 54,52        | 84 067      | 51,69       |

### Élections de 2024
- Député sortant : David Habib (La Convention)

| Candidat                 | Candidat                 | Parti et coalition       | Nuances                  | Premier tour | Premier tour | Second tour | Second tour |
| Candidat                 | Candidat                 | Parti et coalition       | Nuances                  | Voix         | %            | Voix        | %           |
| ------------------------ | ------------------------ | ------------------------ | ------------------------ | ------------ | ------------ | ----------- | ----------- |
|                          | David Habib              | LC                       | DVG                      | 22 271       | 37,63        | 37 303      | 64,50       |
|                          | Nicolas Cresson          | RN                       | RN                       | 18 670       | 31,55        | 20 530      | 35,50       |
|                          | Joëlle Losson            | LFI (NFP)                | UG                       | 10 255       | 17,33        |             |             |
|                          | Gilles Mardelle          | LR                       | LR                       | 5 998        | 10,14        |             |             |
|                          | Kévin Briolais           | LMPA (TUPV)              | ECO                      | 1 154        | 1,95         |             |             |
|                          | Audric Armand Mège       | POC (R&PS)               | REG                      | 475          | 0,80         |             |             |
|                          | Antoine Missier          | LO                       | EXG                      | 358          | 0,60         |             |             |
|                          |                          |                          |                          |              |              |             |             |
| Votes valides            | Votes valides            | Votes valides            | Votes valides            | 59 181       | 97,73        | 57 833      | 95,81       |
| Votes blancs             | Votes blancs             | Votes blancs             | Votes blancs             | 974          | 1,61         | 1 804       | 2,99        |
| Votes nuls               | Votes nuls               | Votes nuls               | Votes nuls               | 402          | 0,66         | 727         | 1,20        |
| Total                    | Total                    | Total                    | Total                    | 60 557       | 100          | 60 364      | 100         |
| Abstention               | Abstention               | Abstention               | Abstention               | 23 372       | 27,85        | 23 566      | 28,08       |
| Inscrits / participation | Inscrits / participation | Inscrits / participation | Inscrits / participation | 83 929       | 72,15        | 83 930      | 71,92       |

#### Département des Pyrénées-Atlantiques
- La fiche de l'INSEE de cette circonscription : « Tableaux et Analyses de la troisième circonscription des Pyrénées-Atlantiques », sur insee.fr, site de l'Institut national de la statistique et des études économiques (consulté le 10 juin 2007) [PDF]

- « Tous les députés du département des Pyrénées-Atlantiques depuis 1789 », sur assemblee-nationale.fr, site de l'Assemblée nationale française (consulté le 10 juin 2007)

- « Informations contentieuses sur le département des Pyrénées-Atlantiques (Élections législatives de 2002) »(Archive.org • Wikiwix • Archive.is • Google • Que faire ?), sur conseil-constitutionnel.fr, site du Conseil constitutionnel (consulté le 13 juin 2007)

#### Circonscriptions en France
- « Carte des circonscriptions législatives en France », sur assemblee-nationale.fr, site de l'Assemblée nationale française (consulté le 20 juin 2007)

- « Résultats électoraux officiels en France »(Archive.org • Wikiwix • Archive.is • Google • Que faire ?), sur interieur.gouv.fr, site du ministère de l'Intérieur (France) (consulté le 13 juin 2007)

- Description et Atlas des circonscriptions électorales de France sur http://www.atlaspol.com, Atlaspol, site de cartographie géopolitique, consulté le 13 juin 2007.